# サムズアップ
サムズアップ（英: Thumbs up）とは、親指を立てるジェスチャー。英語圏では肯定的な意味を持ち「Good」を意味する。Facebookの「いいね!ボタン」に使われたことから、日本では一般に「いいね!」を表すサインとして知られる。
正確な起源はわかっていないが、古代ローマの剣闘士競技で観客が使っていた「敗者を許せ」のジェスチャーが由来だという説がある。

## サムズダウン
逆に、親指を下向きにするサムズダウン（英: Thumbs down）は「敗者を殺せ」の意味が込められている。

## 符号位置
| 記号 | Unicode | JIS X 0213 | 文字参照            | 名称             |
| ---- | ------- | ---------- | ------------------- | ---------------- |
| 👍   | U+1F44D | -          | &#x1F44D; &#128077; | THUMBS UP SIGN   |
| 👎   | U+1F44E | -          | &#x1F44E; &#128078; | THUMBS DOWN SIGN |

## 使用例
- 日本では、「いっせーのせ」と掛け声とともに複数の人が両手をグーにしてくっつけて親指を立て、その立っている本数を当てるゲームがある。
- いくつかの国では、タクシーを呼ぶとき、道に腕を出してサムズアップすることにより、タクシーを止める合図として使用される（ヒッチハイクはこれの派生形）。
- アメリカンフットボールでは、審判が悪質な反則を犯した選手の資格没収（いわゆる退場）を宣告する際に、サムズアップの態勢から肘を曲げて親指で後方（=場外）を指し示すジェスチャーを行う。

## 悪い意味となる例
- ギリシャ・中東・西アフリカ・南アメリカ（ブラジルを除く）では侮蔑やわいせつ表現となり、「お前の肛門に突っ込んでやるぞ」という非常に下品な意味になる[2][信頼性要検証]。